# Королевский шотландский драгунский гвардейский полк
Королевский шотландский драгунский гвардейский полк (карабинеры и серые) (англ. Royal Scots Dragoon Guards (Carabiniers and Greys)) — гвардейский кавалерийский полк Великобритании и старший шотландский полк. Этот полк, благодаря унаследованному преемству от Королевского шотландского серого полка (Royal Scots Greys), является старейшим сохранившимся линейным кавалерийским полком британской армии. Полк базируется на военной базе Лухарс (Leuchars) в округе Файф.

## История

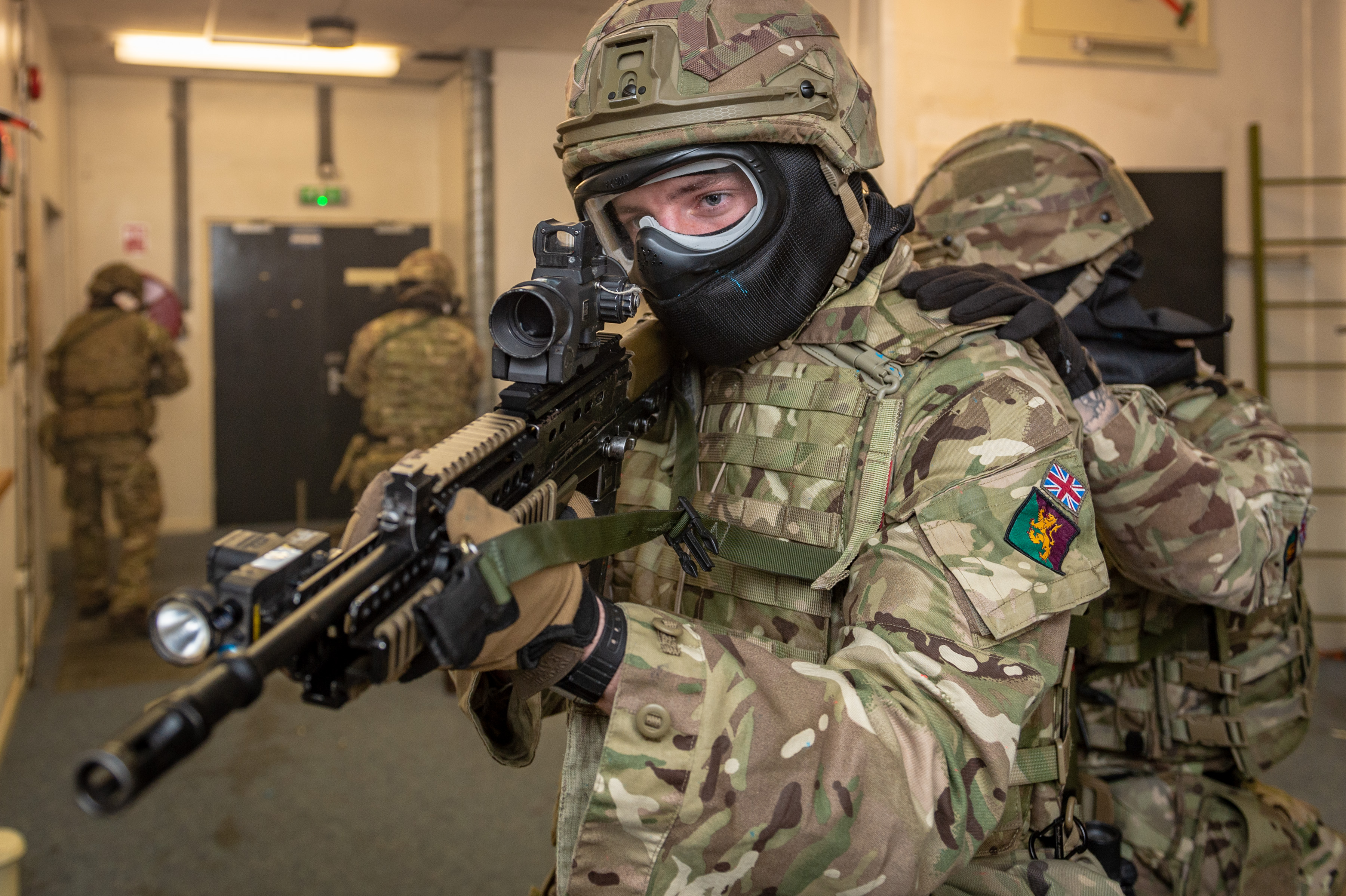
Боец Королевского шотландского драгунского гвардейского полка в полевой экипировке. 19 ноября 2020

Королевский шотландский драгунский гвардейский полк был сформирован 2 июля 1971 года в Холируде, Эдинбург, путем объединения 3-го карабинерного полка (драгунский гвардейский полк принца Уэльского) (сами они являются результатом объединения в 1922 году 3-го драгунского полка (гвардейский полк принца Уэльского) и 6-го драгунского гвардейского полка (карабинерный полк)), и Королевского шотландского серого полка (2-й драгунский полк).
Вскоре после этого полк участвовал в четырёх командировках по Северной Ирландии в 1972, 1974, 1976 и 1980 годах, потерпев один смертельный случай в 1972 году, когда солдат Ян Хантер Кайе был убит бомбой в пивной бочке, которая взорвалась на пути его разведывательной машины Феррет в Мойбейне, недалеко от Кроссмаглена, графство Арма.
Полк проходил активную службу во время войны в Персидском заливе в 1991 году, развернув 57 танков Challenger 1, и в Боснии в составе SFOR в 1996—97 годах. В 1998 году он стал первым полком в британской армии получившим основной боевой танк Challenger 2. Он был развернут в Косово в составе KFOR в 2000 году.
Полк был развёрнут в Ираке для участия в операции «Телик» (Telic) — британской части вторжения в Ирак в 2003 году. Основная часть полка развёрнута в составе Боевой группы Шотландского драгунского гвардейского полка (далее SCOTS DG BG) с одним эскадроном (A Squadron), выделенным в состав первого батальона боевой группы «Чёрная стража». Все развёрнутые подразделения полка приняли участие в наступлении на город Басра. До достижения Басры эскадрон сражался в Эз-Зубайре и его окрестностях, а эскадрон C был выделен из состава SCOTS DG BG для огневой поддержки 3-й бригады СпН КМП в действиях к югу от Басры, которые включали крупнейшее танковое сражение Великобритании со времён войны в Персидском заливе, когда 14 танков Challenger 2 вступили в бой и уничтожили 14 иракских танков (так называемая «14-0 помолвка»).
В 2006 и 2008 годах полк был направлен в Ирак, где понёс две потери: лейтенанта Ричарда Палмера и капрала Гордона Притчарда. В 2008, 2011 и 2013/14 годах полк был развёрнут в Афганистане. Оркестр полка отличился, получив награду за альбом года на конкурсе Classic Brits 2009 года за альбом Spirit of the Glen: Journey, записанный на действительной службе.
В ноябре 2013 года подразделение попрощалось со своими танками Challenger 2 и было преобразовано в подразделение лёгкой кавалерии (войсковая разведка на бронеавтомобилях), оснащённое бронеавтомобилями «Шакал». В соответствии с планом Армия 2020 он был преобразован и летом 2015 года переведён на станцию Лухарс. 29 сентября 2015 года королева Елизавета II посетила Лухарс, где назвала северную часть лагеря «Линией Ватерлоо» в ознаменование 200-летия со дня битва при Ватерлоо.
Полк был развёрнут на Кипре в составе воинского контингента Организацией Объединенных Наций в рамках операции TOSCA, где они вели миротворческую деятельность в течение шести месяцев с сентября 2017 года.
Полк был развёрнут в Польше в 2019 и 2020 годах в рамках операции CABRIT в составе боевой группы НАТО «Усиленное передовое присутствие в Польше» в ходе двух отдельных шестимесячных развёртываний с ведущим контингентом эскадрона А под названием «Драгунский взвод» (Dragoon Troop) и ведущим контингентом эскадрона С под названием «Балаклавский взвод».
В 2022 году подразделение переподчинено 7-й лёгкой механизированной бригаде в рамках плана реформирования британской армии Future Soldier и развёрнуто в Мали в рамках операции «Ньюкомб».

## Организация

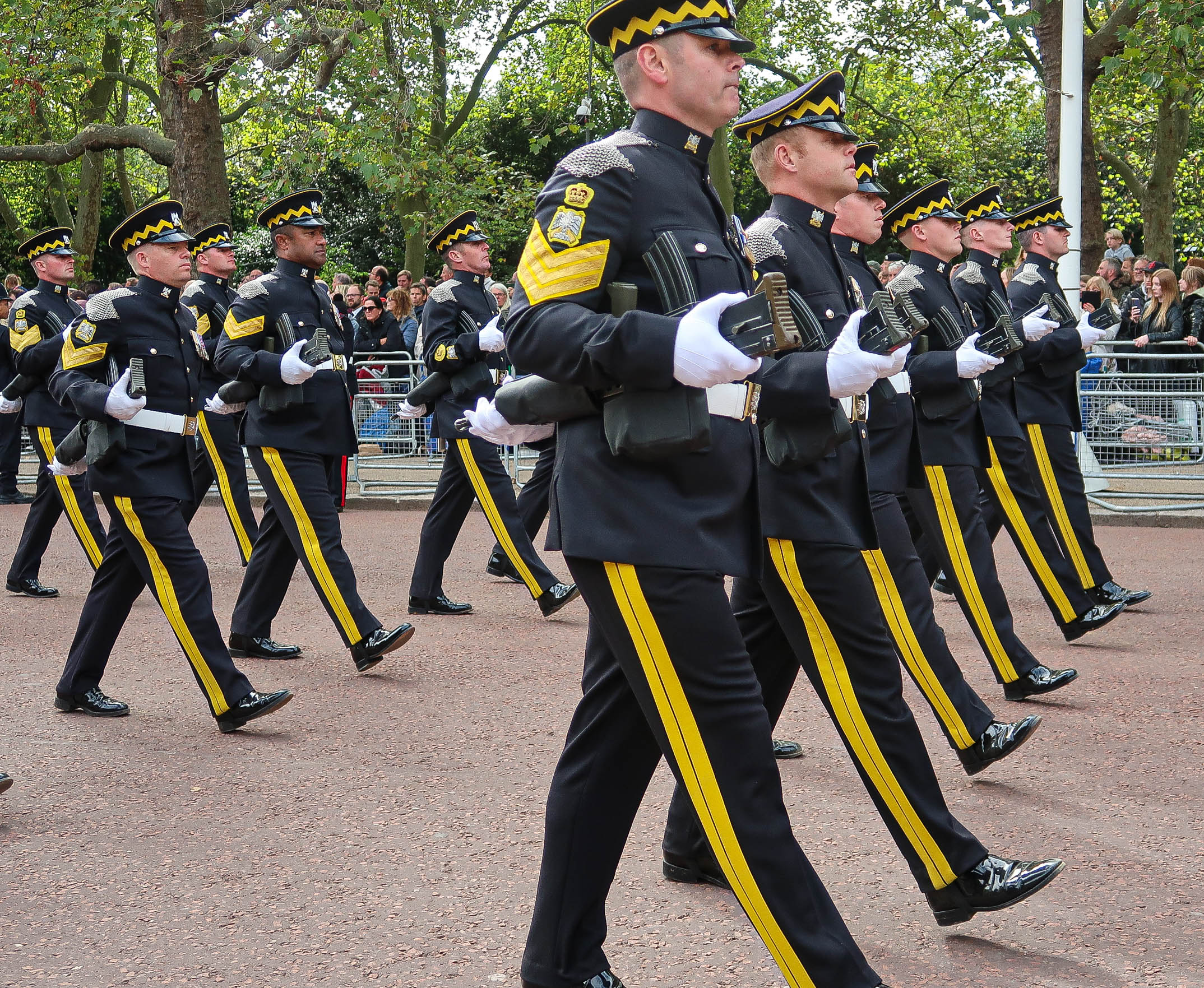
Церемониальная форма военнослужащих SCOTS DG BG. 19 сентября 2022.

Полк перешел на роль лёгкой кавалерии (войсковая разведка) в рамках реорганизации армии в рамках программы «Армия 2020». Теперь он оснащён боевыми бронированными машинами «Шакал». Королевский шотландский драгунский гвардейский полк состоит в паре с Шотландским и североирландским йоменским полком — армейским резервным полком лёгкой кавалерии.
Королевский шотландский драгунский гвардейский полк разбит на следующую структуру:
- Штаб полка (Regimental Headquarters) базируется в Эдинбургском замке
- Штаб бронетанкового полка (Armoured Regiment Headquarters )
  - Штабной эскадрон — оснащён автомобилями MAN, Land Rover and Panther CLV
    - Оркестр Королевской шотландской драгунской гвардии (Pipes and Drums of the Royal Scots Dragoon Guards)

  - Эскадрон A — оснащён бронеавтомобилем «Шакал»
  - Эскадрон В — оснащён бронеавтомобилем «Шакал»
  - Эскадрон C — оснащён бронеавтомобилем «Шакал»

В полку все солдаты с рангом OR-2 называются «труперами» (Troopers), что является отсылкой к кавалерийскому происхождению полка.

## Полковой музей
Музей Королевского шотландского драгунского гвардейского полка расположен в Эдинбургском замке. Открытые в 2006 году экспонаты включают униформу, медали, оружие, регалии, музыку и французского имперского орла, который был захвачен сержантом Чарльзом Эвартом из Королевских шотландских серых у французского 45-го линейного пехотного полка (45th Régiment d’Infanterie de Ligne) в битве при Ватерлоо.

## Аббревиатура
Официальная аббревиатура полка (как указано в публикации Совместной службы 101 (Служебное письмо)) — SCOTS DG (обратите внимание на все заглавные буквы и пробел), формат которой соответствует традиционной кавалерийской линии.

## Традиции
Тост за верность пьют на официальных обедах в столовой и всегда произносят тосты сидя, за исключением случаев, когда присутствуют члены королевской семьи. По вечерам, когда присутствует военный оркестр, помимо исполнения «Боже, храни короля», оркестр также играет «Боже, благослови принца Уэльского», старинный обычай 3-го драгунского гвардейского полка, и «Боже, Царя храни!» в память о царе Николае II, шефа шотландских серых, который был убит вместе со своей семьей во время Гражданской войны в России (1918).

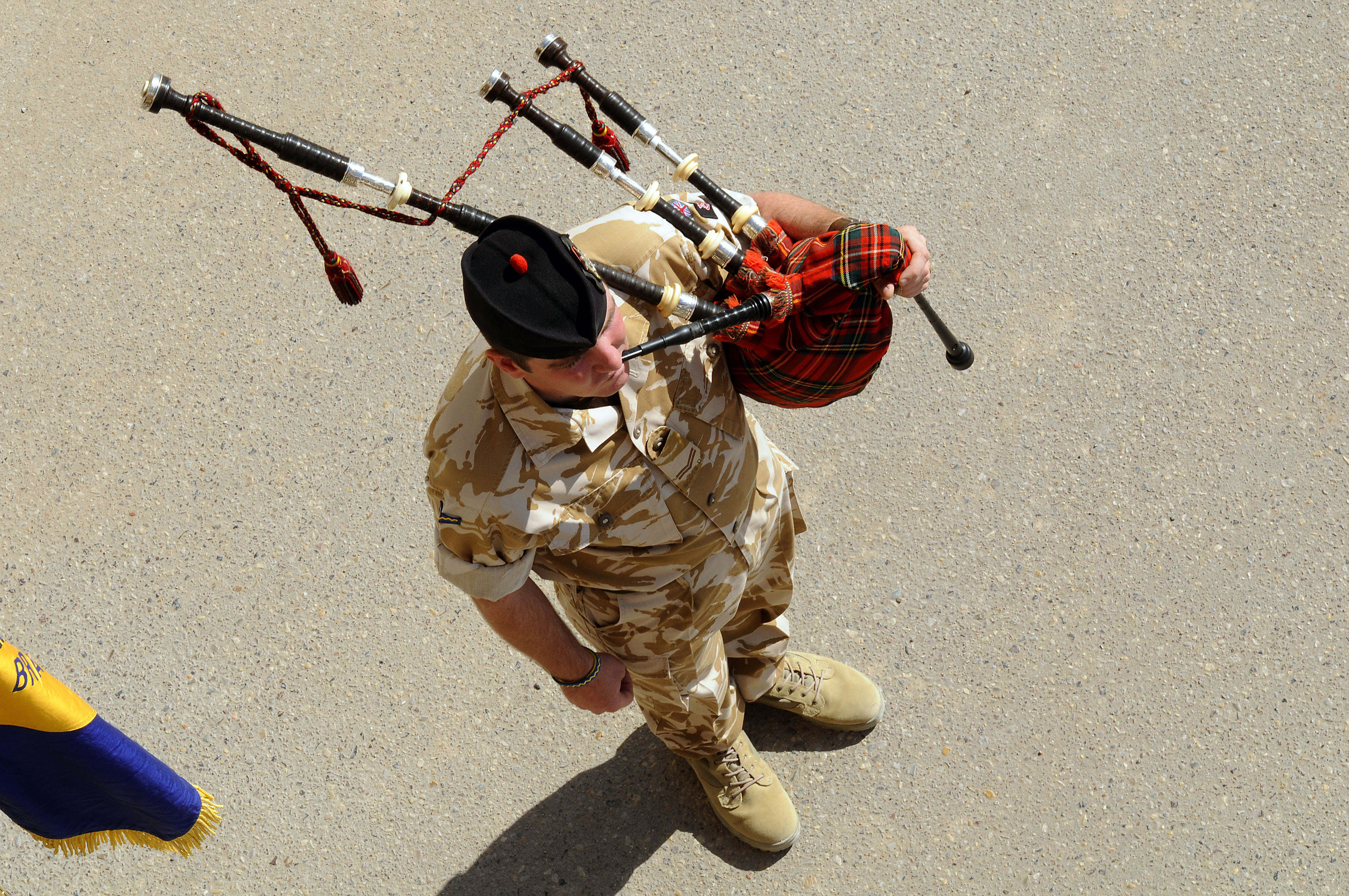
Волынщик Королевского шотландского драгунского гвардейского полка ждёт с великой хайлендской волынкой, пока часы укажут начало двухминутного молчания во время воскресных церемоний памяти, г. Басра. 9 ноября 2008.
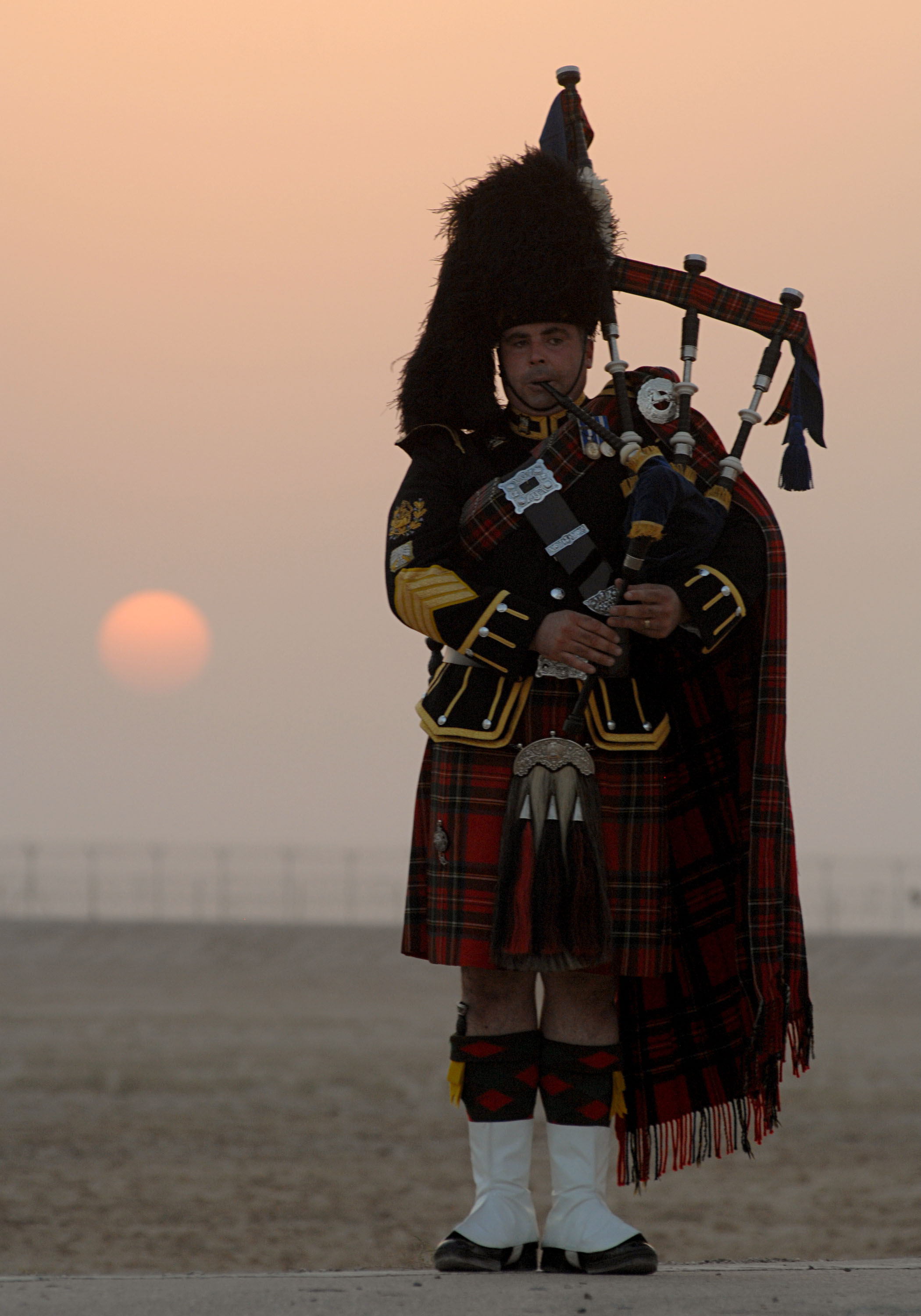
Майор Росс Мунро Королевского шотландского драгунского гвардейского полка играет на волынке во время захода солнца на оперативной базе в г. Басра во время операции «Телик 12». 22 августа 2008.
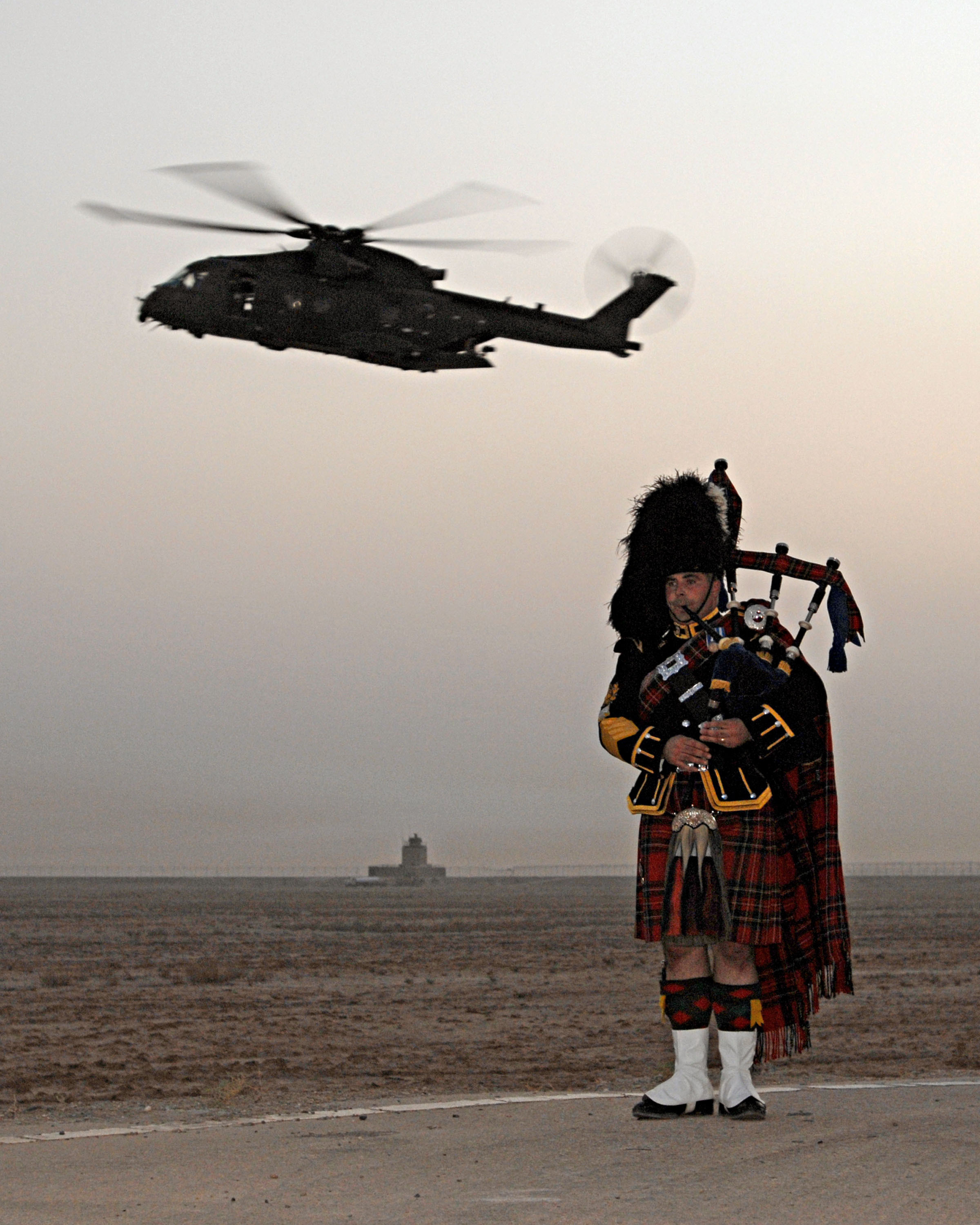

## Происхождение
| 3-й (принца Уэльского) драгунский гвардейский полк (3rd (Prince of Wales’s) Dragoon Guards) | 3-й карабинерный (драгунский гвардейский принца Уэльского) полк (3rd Carabiniers (Prince of Wales’s Dragoon Guards)) | 3-й карабинерный (драгунский гвардейский принца Уэльского) полк (3rd Carabiniers (Prince of Wales’s Dragoon Guards)) | Королевский шотландский драгунский гвардейский полк (карабинерный и серый) | Королевский шотландский драгунский гвардейский полк (карабинерный и серый) | Королевский шотландский драгунский гвардейский полк (карабинерный и серый) |
| 6-й драгунский гвардейский полк (карабинерный) полк (6th Dragoon Guards (Carabiniers))      | 3-й карабинерный (драгунский гвардейский принца Уэльского) полк (3rd Carabiniers (Prince of Wales’s Dragoon Guards)) | 3-й карабинерный (драгунский гвардейский принца Уэльского) полк (3rd Carabiniers (Prince of Wales’s Dragoon Guards)) | Королевский шотландский драгунский гвардейский полк (карабинерный и серый) | Королевский шотландский драгунский гвардейский полк (карабинерный и серый) | Королевский шотландский драгунский гвардейский полк (карабинерный и серый) |
| Королевский шотландский серый полк (2nd Dragoons (Royal Scots Greys))                       | | | Королевский шотландский драгунский гвардейский полк (карабинерный и серый) | Королевский шотландский драгунский гвардейский полк (карабинерный и серый) | Королевский шотландский драгунский гвардейский полк (карабинерный и серый) |

## Старшинство
| Старший полк 1-й Её Величества драгунский гвардейский полк | Кавалерийский порядок старшинства | Младший полк Королевский драгунский гвардейский полк |